# Baltezers
Baltezers – wieś na Łotwie, w krainie Liwonia, w novadsie Ādaži.